# 竹屋神社 (南さつま市)
竹屋神社（たかやじんじゃ）は、鹿児島県南さつま市加世田宮原にある神社。かつては鷹屋大明神と称せられ加世田郷の惣社であった。加世田で最も古い神社の1つといわれ、旧社格は県社。

## 祭神
- 彦火々出見命（火遠理命、山幸彦）
- 豊玉姫命
- 火照命（火明命、海幸彦）
- 火闌降命

## 由緒
創建年代は不詳であるが、当初は南さつま市加世田内山田の舞敷野にある竹屋ヶ尾の麓に鎮座していたといわれている。平安時代末期に、瓊々杵命を祀っている野間神社の神輿が、毎年正月20日当神社に臨御せられる関係で、その道程をできるだけ短くするために瓊々杵命の宮殿（笠狭宮）跡である現在地に遷座されたという。
現在残っている棟札で確認できるものでは、応保元年（1161年）10月7日造立とあるものが最も古いが、文字の判読できないものが3〜4枚あるため、故に現在地に最初に社殿が建立されたのは約1000年程前のことであっただろうと思われる。
瓊々杵命が木花咲耶姫命と結婚され、最初に宮殿（笠狭宮）を建てられたのは内山田の舞敷野の地であったが（一説には、南さつま市笠沙町赤生木の野間岳の山腹にある宮ノ山遺跡も笠狭宮跡であるといわれている）、その後この地に移られて新たに笠狭宮を建てられ、瓊々杵命の三皇子（彦火々出見命（火遠理命、山幸彦）、火照命（火明命、海幸彦）、火闌降命）はここで成長されたと伝えられている。故に古来からこの地は「宮原」と呼ばれるようになったという。その後瓊々杵命は川内（薩摩川内市）の地に移られ、高城千台の宮を築かれお住いになり、川内の地で亡くなられ可愛山陵に葬られたとされる。
藩政時代は、島津家から莫大な寄付等があり、島津忠良の御崇敬篤く盛大に祭典を執行していたという。
明治5年に鷹屋大明神から竹屋神社に改名された。この当時、当神社の旧社地の近くの竹屋ヶ尾の山頂にあった火々出見神社は、由緒ある神社として県社に列していたが、未だ社殿の建立が出来ていなかったので当時の郷社竹屋神社に合祀され、明治42年12月13日に竹屋神社が県社に切り替えられた。
この竹屋ヶ尾は、木花咲耶姫命が無戸室（うつむろ）を建てて火をかけ、その中で彦火々出見命（火遠理命、山幸彦）、火照命（火明命、海幸彦）、火闌降命の三御子を出産された場所であるといわれている。またこの皇子たちのへその緒を竹刀（あおひえ）で切り、その竹を捨てたものが根付いた竹藪が「へら竹山」として今も竹屋ヶ尾の山の麓に現存しており、南さつま市において管理されている。現在当神社の境内にも、この「へら竹山」から株分けしてきた竹がある。
『日本書紀』神代下・第九段の一書（第三）には、木花咲耶姫命が瓊々杵命の三御子を出産されたことに関して、「時に竹刀を以て、其の兒の臍を截る。其の棄てし竹刀、終に竹林に成る。故、彼の地を號けて竹屋と曰ふ。」と記されており、「竹屋」が地名として出ている。
また『薩摩国風土記』（逸文）の閼駝（あた）郡竹屋村の条にも、「風土記ノ心ニ據ラバ、皇祖裒能忍耆命、日向國贈於郡、高茅穗ノ漶生峯ニ天降坐シテ、是ヨリ薩摩國閼駝郡ノ竹屋村ニ移リ給テ、土人、竹屋守ガ女ヲ召シテ、其腹ニ二人ノ男子ヲ產給ケル時、彼所ノ竹ヲ刀ニ作リテ、臍緒ヲ切給ヒタリケリ。其竹ハ今モ在リト云ヘリ。此跡ヲ尋ネテ、今モ斯クスルニヤ。」
＜風土記の意味するところでは、皇祖瓊々杵尊が、日向国噌於（ソオ）郡・高千穂の槵生（クシフ）の峰に天降りになって、ここから薩摩国の阿多（アタ）郡の竹屋村に移り給ふて、土地の人・竹屋守の娘を召して、その腹に二人の男子をおもうけになったとき、その所の竹を刀に作って臍の緒を切り給うた。その竹は今もあるいっている。＞と阿多郡の竹屋村、土地の人・竹屋守として「竹屋」が出ている。

現在、鹿児島県内には当神社以外にも三社ほど「たかや」神社がある。
- 竹屋神社　南九州市川辺町中山田　旧郷社　祭神　彦火々出見命、豊玉姫命、火照命、火闌降命、若宮八幡

漢字表記は同じであるが、こちらの神社は「たけやじんじゃ」である。創建年代は不詳であるが、和銅年間には社名を「王子大明神」と称していたという。当初は竹屋ヶ尾に鎮座していたといわれており、旧社地、社名および祭神も当神社とほぼ同じであるところから、ともに竹屋ヶ尾を信仰の対象とする山岳信仰を背景に建立された神社であったと思われる。
- 高屋神社　肝属郡肝付町北方　旧郷社　祭神　彦火々出見命、他10柱

第12代景行天皇の御代に国見山山頂のかつて高屋山陵とされた霊所より、彦火々出見命の神霊を勧請して創建されたと伝えられる。境内のすぐ隣には、天子山という景行天皇が熊襲征伐のため6年間滞在されたという「高屋宮」の跡とされる伝承地がある。
- 鷹屋神社　霧島市溝辺町麓　旧郷社　祭神　彦火々出見命

当初は、高屋山陵下の神割岡の一角に鎮座していたが、応永18年（1411年）に現在地に遷座されたという。

## 祭祀遺跡

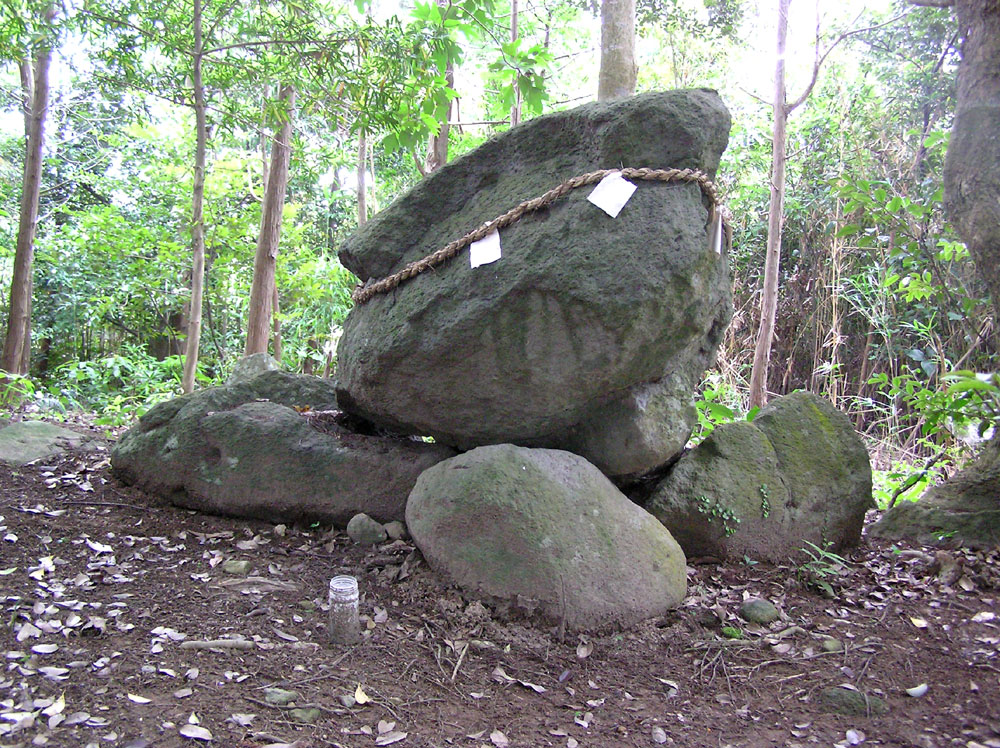
磐境の中にあるドルメン（支石墓）

当神社の社殿の裏手の小丘には、彦火火出見命の御陵とも伝わる磐境（ストーンサークル、環状列石）がある。昭和5年（1930年）当時考古学界の権威者であった鳥居竜蔵博士による調査で、この磐境の中にある亀形の大岩石はドルメン（支石墓）の傘石であり古代人の信仰の対象であった祭祀遺跡で、最も古いものであったと発表されている。
このドルメン（支石墓）の周囲にめぐらされている磐境（ストーンサークル、環状列石）の列石のさらに外側には、この磐境に使用されている石と同じような石が、この磐境の周囲を大まかに囲むように地面に埋設されたものが数個点在しているので、あるいは二重構造の磐境（ストーンサークル、環状列石）、いわゆる二重環状列石である可能性もあるのではないかと思われる。
またもう1つの笠狭宮跡の伝承地である南さつま市笠沙町赤生木の野間岳の山腹にある宮ノ山遺跡にも、ドルメン（支石墓）が三基あり、ケルン（積石塚）も存在する。
このドルメン（支石墓）と同じような祭祀遺跡は、鹿児島県曽於市末吉町二之方の住吉神社が鎮座する住吉山の山頂にもあって姥石と呼ばれている。この姥石も、当神社の磐境（ストーンサークル、環状列石）と同じく昭和5年（1930年）に鳥居竜蔵博士によって発掘されたもので、二基ありそのうち一基は頭部の石が失われていて土台の石だけが残っている。この姥石は日向と大隈の境の石であるともいわれている。鳥居竜蔵博士はこれを立石（メンヒル）で、古代の宗教的な殿堂で御神体の安置所であったと考えられるといわれ、八幡一郎博士はドルメン（支石墓）の一種であろうといわれた。また鳥居竜蔵博士は、付近に磐境（ストーンサークル、環状列石）の形跡があるといわれたようであるが、現在はよくわからないようである。
このドルメン（支石墓）は、「墓」であるものと、何らかを記念する一種の「標識」であるものに分けられるようである。このような祭祀遺跡は有史以前のもので、その場所に神社が創建される遥か以前から存在していたものである。つまりそのような有史以前に起源をもつような祭祀遺跡が残っている神社がある土地は、神社が建立されたことで聖地になったのではなく、元々聖地であった場所に神社が建てられたことを示しており、それは当神社にも当てはまると思われる。こういった祭祀遺跡が残る神社は日本各地にあり、それが御神体としての石であったり、その石に様々な名称が付けられ色々な伝承とともに現在まで伝えられ残されている。
また磐境（ストーンサークル、環状列石）は、そこを神聖清浄な場所として保存するための境界石を人工的に組んで結界を形成して「神域」を示している祭祀遺跡であり、神社の原始形態とされている。 

## 境内
| 中央本宮 | 彦火々出見命（火遠理命、山幸彦） |
|          | 豊玉姫命                         |
| 東宮     | 火闌降命                         |
| 西宮     | 火照命（火明命、海幸彦）         |

かつて西宮の西隣には、海津見宮という摂社があったようであるが、今ではその跡と思われる基礎石だけが残っている。また参道両脇には、末社門守神社があったとされるが、今ではその跡も無く共に再建せずに、本宮に合祀したものと思われる。